# District de Korba
Le district de Korba est un district de l'état du Chhattisgarh, en Inde,

## Géographie
Au recensement de 2011, sa population compte 1 206 640 habitants.
Son chef-lieu est la ville de Korba. 